# Batalla de La Canela
La batalla de La Canela fue una escaramuza y una de las últimas batallas de la Guerra de Santo Domingo o Restauración librada el 4 de diciembre de 1864 durante el reinado de Isabel II de España donde las fuerzas del ejército Libertador Dominicano comandadas por el General de División José María Cabral y Luna emboscaron al ejército real español al mando del Coronel Herrera.
La victoria del ejército Libertador Dominicano fue el único enfrentamiento de una cierta importancia ganado por los independentistas dominicanos representando un triunfo después de agosto y septiembre de 1863.

## Expedición a Santa Cruz de Neyba

### Reconquista Española de Santa Cruz de Neyba
Durante los primeros días de diciembre el Gobernador Político-Militar de Compostela de Azua, el Mariscal de Campo Eusebio Puello y Castro, recibió una confidencia en la que supuestamente los habitantes de Santa Cruz de Neyba estaban arrepentidos por su alzamiento y querían reconocer de nuevo la autoridad de España. El Mariscal de Campo Eusebio Puello impulsado por su patriotismo español y buen deseo envió una pequeña columna para tomar posesión de Santa Cruz de Neyba pero sus tropas al llegar a la villa la encontraron totalmente abandonada, y como para continuar en ella según las instrucciones que tenían necesitaba más raciones que las que llevaban. El jefe de las tropas españolas hizo que una partida fuera a buscar las raciones a Compostela de Azua y allí se organizó un convoy de acémilas con víveres, que salió escoltado por 80 peninsulares y 30 dominicanos (según José de la Gándara y Navarro fueron 50 hombre del batallón primero provisional) que debían llegar hasta Fondo Negro.

### La Batalla

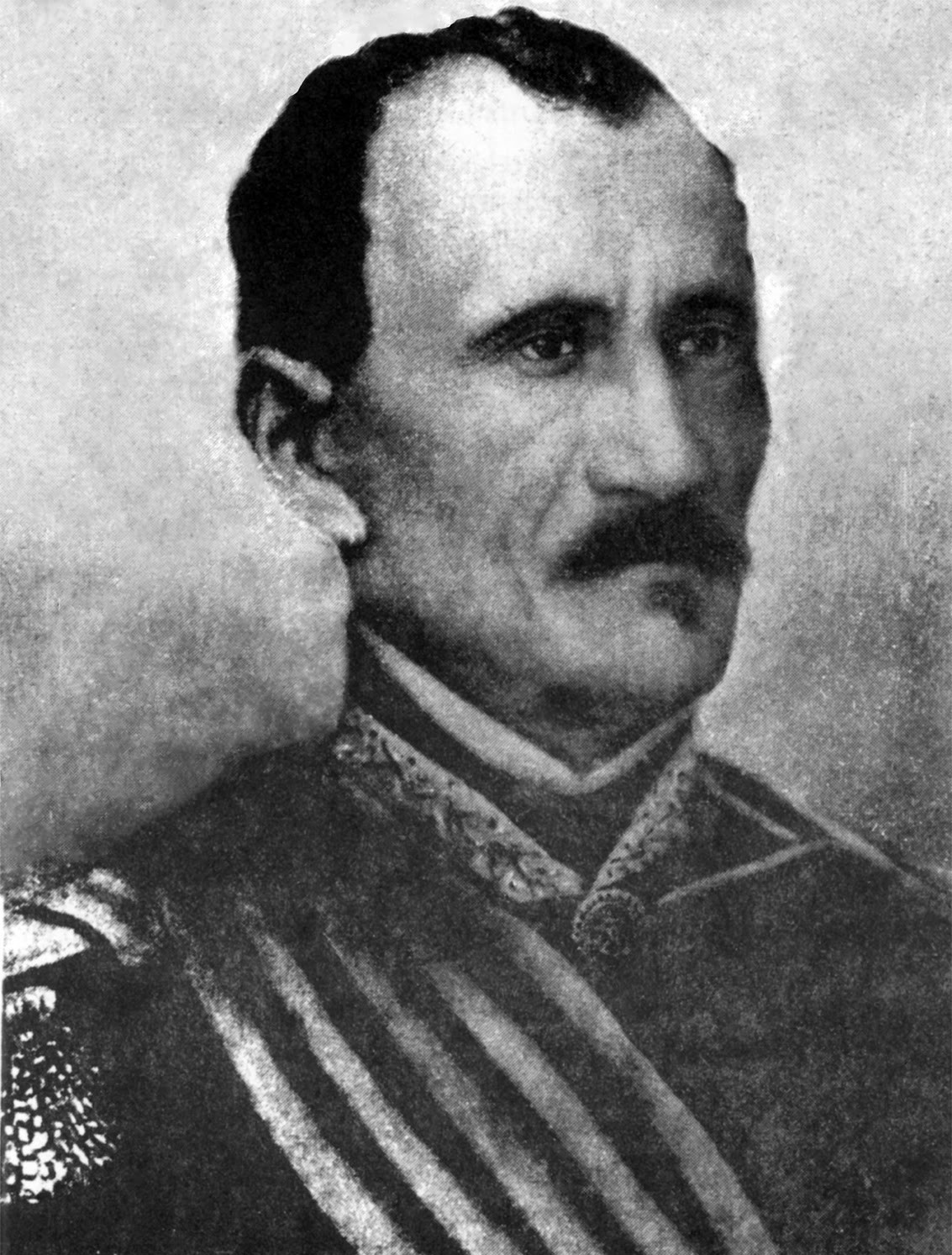
General de División José María Cabral y Luna.

El 4 de diciembre de 1864 en el monte de La Canela (actualmente Galván) ubicado en medio de los poblados El Rodeo y Cambronal a las 3:00 p. m. el convoy español fue emboscado por las fuerzas independentistas conformadas por 600 hombres del General de División José María Cabral, las fuerzas españolas aunque estuvieron sorprendidas por el ataque se encontraban combatiendo arduamente y sentían la seguridad de su puntería, sin embargo se encontraban a campo abierto y la situación favorecía estratégicamente a los insurrectos por encontrase en mayor altura. En horas de la tarde los españoles ya sin municiones iniciaron la retirada con dirección a Compostela de Azua y los independentistas consiguieron 11 prisioneros de guerra, 40 mulas y gran parte del armamento junto con municiones.

### Retirada Española
El  jefe español que en Santa Cruz de Neyba esperaba las raciones tuvo la pronta noticia de lo ocurrido en La Canela y de que los separatistas, considerando indispensable su regreso a Compostela de Azua le esperaban emboscadas en el paso del Cambronal. Estando aislado y escaso de víveres, siendo de noche hizo una rápida marcha en dirección opuesta y pudo sacar a sus soldados de la situación tan comprometida en que se hallaban. Tras la derrota española Santa Cruz de Neyba fue nuevamente tomada por los insurrectos el 5 de diciembre de 1864.